# Pierre-Juste Cadiot
Pour les articles homonymes, voir Cadiot.
Pierre-Juste Cadiot, né à Battigny le 13 juillet 1858 et décédé à Maisons-Alfort le 20 octobre 1934, est un vétérinaire français.
Élève de l'École vétérinaire d'Alfort de 1875 à 1879, il devient répétiteur attaché à la chaire de pathologie chirurgicale en 1879, puis professeur à partir de 1888.
Il dirige l'école de 1920 à 1924.
L'Académie vétérinaire de France, qu'il a présidée en 1897 et 1910, décerne un prix récompensant des travaux dans le domaine des sciences cliniques se rapportant aux animaux de rente.
Une avenue porte son nom dans la ville de Maisons-Alfort.

## Décorations
- Officier de la Légion d'honneur (1921)